# Phyllotreta egridirensis
Phyllotreta egridirensis là một loài bọ cánh cứng trong họ Chrysomelidae. Loài này được Gruev & Kasap miêu tả khoa học năm 1985.